# グレゴリー・ファン・デル・ヴィール
グレゴリー・カートリー・ファン・デル・ヴィール（Gregory Kurtley van der Wiel, 1988年2月3日 - ）は、オランダ・アムステルダム出身の元サッカー選手。現役時代のポジションはDF（センターバック、右サイドバック）。右サイドから駆け上がる姿はミハエル・ライツィハーを彷彿させる。スピードを生かしたプレイで前線に駆け上がり右サイドからボールを供給する。

## 経歴
クラブ
2007年3月11日、4-1で勝利したFCトゥウェンテ戦でデビューした。そのシーズンは4試合に出場した。2007-08シーズン、ヨハン・クライフ・シャール決勝のPSV戦に勝利し、自身初のタイトルを獲得した。2009年10月21日、アーセナルFCがファン・デル・ヴィールに興味を持っていると報じられた。
2012年9月3日、パリ・サンジェルマンFCに4年契約で移籍。移籍金は推定600万ユーロ（約5億9000万円）。
2012-2013シーズンはクリストフ・ジャレのポジションを奪うに至らず、ベンチを温める日も多かったが、2013-2014シーズンからは右サイドバックのレギュラーの座を確保した。
2016年7月4日、フェネルバフチェSKへ移籍した。
2018年2月1日、トロントFCに移籍した。しかし2019年1月、監督との衝突によりチームから除外され、3月には相互の同意の元で契約が解除。その後パニック障害や不安神経症を発症してしまい、治療のため1年以上所属チームのない状態になってしまったが、2020年8月から母国のRKCヴァールヴァイクに練習生として所属し、復帰を目指している。
代表
2009年2月11日、チュニジア戦でヨニー・ハイティンハとの途中交代でオランダ代表デビューした。3月28日、南アフリカワールドカップ予選スコットランド戦に出場した。4月1日のマケドニア共和国戦でもフル出場した。10月、ボールを顔面に受けて脳震盪を起こしたため、オランダ代表のオーストラリア遠征への招集を辞退した。しかし、代表が遠征に旅だっている間にチームメイトとコンサートに出かけ、Twitterに記念写真を掲載したため、オランダ国民やベルト・ファン・マルワイク監督から非難を浴びた。
2010年5月27日、2010 FIFAワールドカップに出場するオランダ代表メンバー23人に選出された。

## 個人成績
2019年1月8日現在
| クラブ               | シーズン | リーグ | リーグ | カップ | カップ | 国際大会 | 国際大会 | その他 | その他 | 通算 | 通算 |
| クラブ               | シーズン | 出場   | 得点   | 出場   | 得点   | 出場     | 得点     | 出場   | 得点   | 出場 | 得点 |
| -------------------- | -------- | ------ | ------ | ------ | ------ | -------- | -------- | ------ | ------ | ---- | ---- |
| アヤックス           | 2006-07  | 4      | 0      | 0      | 0      | 0        | 0        | 1      | 0      | 5    | 0    |
| アヤックス           | 2007-08  | 6      | 0      | 2      | 0      | 2        | 0        | 1      | 0      | 11   | 0    |
| アヤックス           | 2008-09  | 32     | 2      | 2      | 0      | 9        | 0        | —      | —      | 43   | 2    |
| アヤックス           | 2009-10  | 34     | 6      | 6      | 0      | 10       | 0        | —      | —      | 50   | 6    |
| アヤックス           | 2010-11  | 32     | 1      | 5      | 0      | 14       | 0        | 1      | 0      | 52   | 1    |
| アヤックス           | 2011-12  | 19     | 2      | 1      | 0      | 6        | 1        | 1      | 0      | 27   | 3    |
| アヤックス           | 2012-13  | 3      | 1      | 0      | 0      | 0        | 0        | —      | —      | 3    | 1    |
| アヤックス           | 通算     | 130    | 12     | 16     | 0      | 41       | 1        | 4      | 0      | 191  | 13   |
| パリ・サンジェルマン | 2012-13  | 22     | 1      | 2      | 0      | 5        | 0        | —      | —      | 29   | 1    |
| パリ・サンジェルマン | 2013-14  | 25     | 0      | 2      | 0      | 6        | 0        | 2      | 0      | 35   | 0    |
| パリ・サンジェルマン | 2014-15  | 25     | 1      | 5      | 0      | 10       | 1        | 3      | 0      | 43   | 1    |
| パリ・サンジェルマン | 2015-16  | 17     | 2      | 2      | 0      | 6        | 0        | 2      | 0      | 27   | 2    |
| パリ・サンジェルマン | 通算     | 89     | 4      | 11     | 0      | 27       | 1        | 7      | 0      | 134  | 5    |
| フェネルバフチェ     | 2016-17  | 11     | 0      | 1      | 0      | 5        | 0        | —      | —      | 17   | 0    |
| カリアリ             | 2017-18  | 5      | 0      | 1      | 0      | —        | —        | —      | —      | 6    | 0    |
| トロント             | 2018     | 27     | 0      | 0      | 0      | 6        | 0        | 1      | 0      | 34   | 0    |
| トロント             | 通算     | 27     | 0      | 0      | 0      | 6        | 0        | 1      | 0      | 34   | 0    |
| 総通算               | 総通算   | 262    | 16     | 29     | 0      | 79       | 2        | 12     | 0      | 382  | 18   |

## 代表歴

### 出場大会
- オランダ代表
  - 2010 FIFAワールドカップ

### 試合数
- 国際Aマッチ 46試合 0得点（2009年-2015年）[8]

| オランダ代表 | 国際Aマッチ | 国際Aマッチ |
| 年           | 出場        | 得点        |
| ------------ | ----------- | ----------- |
| 2009         | 7           | 0           |
| 2010         | 13          | 0           |
| 2011         | 9           | 0           |
| 2012         | 6           | 0           |
| 2013         | 1           | 0           |
| 2014         | 5           | 0           |
| 2015         | 5           | 0           |
| 通算         | 46          | 0           |

## タイトル

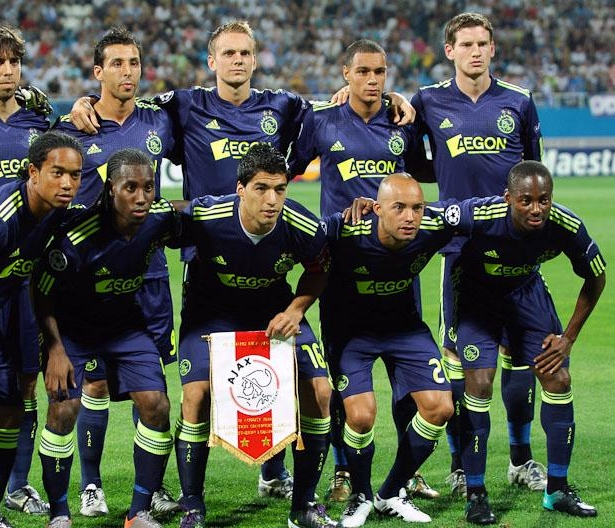
試合前のファン・デル・ヴィール（後列右から2番目）

### クラブ
アヤックス・アムステルダム
- エールディヴィジ 2010-11, 2011-12
- KNVBカップ 2006-07, 2009-10
- ヨハン・クライフ・シャール 2007

パリ・サンジェルマンFC
- リーグ・アン 2012-13, 2013-14, 2014-15, 2015-16
- クープ・ドゥ・ラ・リーグ 2013-14, 2014-15, 2015-16
- クープ・ドゥ・フランス 2014-15, 2015-16
- トロフェ・デ・シャンピオン 2013, 2014, 2015

### 個人
- オランダ最優秀若手選手賞 (1): 2009-10
- アヤックス・タレント・オブ・ザ・イヤー (1): 2008-09

## 脚注

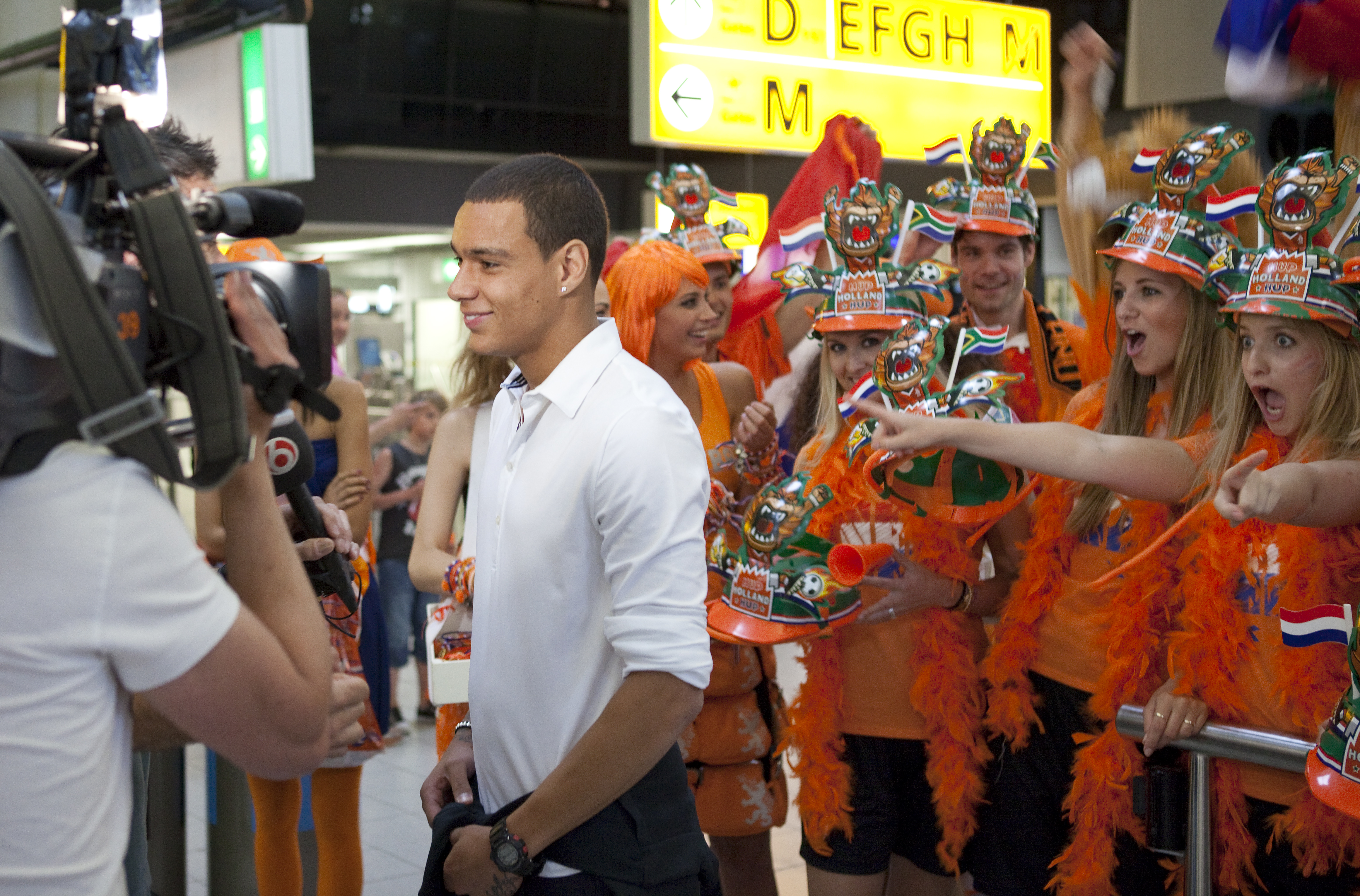
ファンに囲まれるファン・デル・ヴィール